# 260-й отдельный пулемётно-артиллерийский батальон
260-й отдельный пулемётно-артиллерийский батальон — воинская часть Вооружённых Сил СССР в Великой Отечественной войне.

## История
Батальон сформирован в первые дни войны. В состав батальона входили бойцы, призванные РВК Ленинграда и Ленинградской области, Москвы и Московской области, Тамбовской области, Рязанской области, Чкаловской области, Калининской области, Владимирской области, Архангельской области, Куйбышевской области, Новгородской области, Чувашской АССР и др..
В составе действующей армии с 3 июля 1941 года по 12 октября 1941 года.
По формировании, в конце первой декады июля 1941 года направлен в Красногвардейский укреплённый район, а в конце июля 1941 года переброшен на Лужский рубеж, где был придан 177-й стрелковой дивизии, где занял оборону в районе озера Корпуша под Лугой. После возобновления 10 августа 1941 года немецкого наступления на Ленинград до 23 августа 1941 года ведёт бои, обороняя Лугу, после чего, как и все части Лужского участка обороны (Южной оперативной группы), попал в окружение и по-видимому, в нём и уничтожен.  С 25 августа 1941 года переподчинён 235-й стрелковой дивизии
12 октября 1941 года расформирован. 

### Подчинение
| Дата       | Фронт (участок)     | Армия (район)                       | Корпус | Дивизия | Примечания        |
| ---------- | ------------------- | ----------------------------------- | ------ | ------- | ----------------- |
| 10.07.1941 | Северный фронт      | Красногвардейский укреплённый район | -      | -       | -                 |
| 01.08.1941 | Северный фронт      | Лужский участок обороны             | -      | -       | -                 |
| 01.09.1941 | Ленинградский фронт | Южная оперативная группа            | -      | -       | -                 |
| 01.10.1941 | Ленинградский фронт | -                                   | -      | -       | точных данных нет |